# Nhà tù Victoria

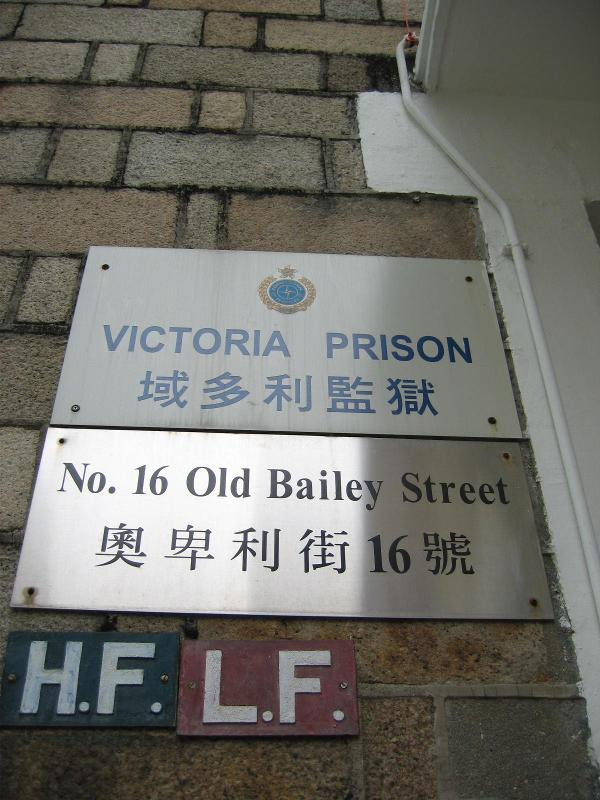
Lối vào nhà tù Victoria Hồng Kông

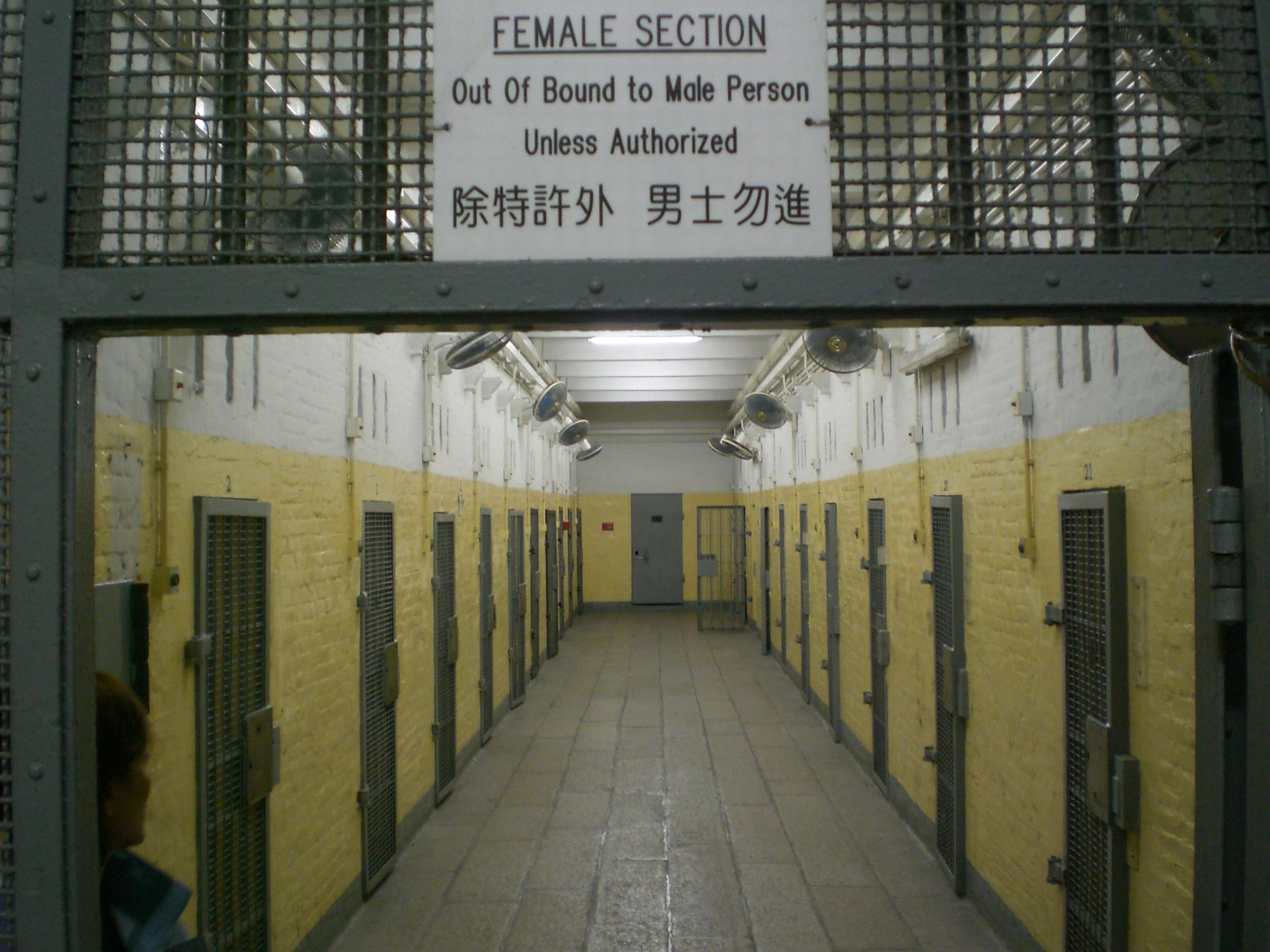
Khu vực dành cho nữ của khu giam D

Nhà tù Victoria (tiếng Trung: 域多利監獄), hay Victoria Gaol, là nhà tù đầu tiên và lâu nhất cho đến nay tại Hồng Kông. Công trình nằm cạnh con đường Old Bailey ở khu Trung Hoàn trên đảo Hồng Kông, giáp với Trạm cảnh sát Trung khu và Toà án trung ương, là tâm điểm của hệ thống chấp pháp Hồng Kông trước đây. Từ năm 1995, khu nhà tù Victoria được liệt kê là di tích pháp định của Hồng Kông.

## Lịch sử
Trong những năm đầu, Hồng Kông trở thành điểm nóng của cướp biển, kẻ trộm, buôn bán ma túy và buôn lậu, và cũng là nơi ẩn náu của những kẻ chạy trốn triều đình nhà Thanh. Hồng Kông lúc đó không có trật tự công cộng. Sau khi chỉ huy quân đội Anh là William Caine trở thành Chánh án đầu tiên tại đây vào ngày 30 tháng 4 năm 1841, ông đã cho dựng một khu để giam cầm những tên tội phạm bị bắt ở góc đường Bailey và Stanton. Khi tỷ lệ tội phạm tăng vọt, khu vực không đủ còn đủ các phòng giam nên Caine đã chỉ định địa điểm trên một con dốc ở con đường Old Bailey (hiện đối diện với nhà tù Victoria). Nó được hoàn thành vào ngày 9 tháng 8 cùng năm và được đặt tên là Victoria Gaol. Victoria Gaol được cho là một trong những tòa nhà đầu tiên được người Anh dựng lên ở Hồng Kông kể từ giữa thế kỉ XIX, là nhà tù chính và duy nhất của Hồng Kông cho đến năm 1937. Mặt chính của nhà tù vẫn được giữ theo kiến trúc Victoria, được xây dựng chủ yếu bằng đá granit và gạch.
Trong suốt cuộc nổi dậy Thái Bình Thiên Quốc, một lượng lớn người tị nạn và binh lính Thái Bình Thiên Quốc đã đến Hồng Kông. Sự bùng nổ dân số đã đẩy tỷ lệ tội phạm tăng lên, với số lượng kẻ trộm bị bắt giữ và cướp biển tăng lên từng ngày. Do đó, các nhà tù ở đây dần trở nên quá tải. Để giải quyết tình hình, Chính phủ Hồng Kông bắt đầu mở rộng các công trình nhà tù ở phía đông đường Old Bailey (nay là nhà tù Victoria), và được hoàn thành vào năm 1858. Nhưng nhà tù Victoria Gaol vẫn bị quá tải với số lượng tù nhân liên tục tăng, và chính quyền đã cho xây dựng một nhà tù mới trên đảo Stonecutter ngay ngoài khơi vào năm 1863, cho đến khi dự án bị hủy bỏ vào năm 1866. Năm 1879, nhà tù không còn được quản lý bởi lực lượng cảnh sát. Năm 1899, Pháp lệnh Nhà tù được sửa đổi và năm sau nhà tù Victoria Gaol được đổi tên thành "Victoria Prison", để tưởng nhớ Victoria của Anh của Vương quốc Anh.
Nhà tù dành cho phụ nữ Lệ Chi Giác (Lai Chi Kok) được mở cửa vào tháng 4 năm 1932, làm giảm bớt áp lực cho nhà tù Victoria. Sau khi hoàn thành nhà tù Hồng Kông tại Stanley (sau này gọi là nhà tù Stanley), nhà tù Victoria đã bị đóng cửa một thời gian. Tuy nhiên, nhà tù Stanley đã nhanh chóng trở nên quá tải và vào năm 1939, nhà tù Victoria đã mở cửa trở lại để giam giữ các tù nhân đang chờ xét xử. Trong Thế chiến II, nhà tù Victoria đã bị quân đội Nhật chiếm và sử dụng để bắt giam binh lính quân đội Anh và nhân viên của các lực lượng luật định gốc châu Âu. Hầu hết các cơ sở của nhà tù đã bị phá hủy bởi hỏa hoạn trong chiến tranh, và việc cải tạo lớn phải được thực hiện sau chiến tranh. Vào tháng 6 năm 1946, nhà tù Victoria được đổi tên thành "Victoria Remand Prison". Năm 1966, nó được đổi tên thành "Victoria Reception Centre" (Trung tâm tiếp nhận Victoria), nơi chứa các cá nhân đang chờ tuyên án, kháng cáo hoặc người chưa bị kết án. Một số tù nhân đang thụ án ngắn hơn cũng bị giam ở đây. Sau năm 1975, Hồng Kông chứng kiến số lượng lớn người tị nạn đến từ Việt Nam. Năm 1977, Trung tâm tiếp nhận Lệ Chi Giác đã được hoàn thành để thay thế các chức năng của Trung tâm tiếp nhận Victoria. Còn Trung tâm tiếp nhận Victoria đã được thay đổi để chứa các tù nhân đang chờ hồi hương hoặc trục xuất, và lại được đổi tên thành Victoria Prison.
Vào ngày 8 tháng 9 năm 1995, nhà tù Victoria cùng với Trạm cảnh sát Trung khu và Toà án trung ương liền kề, được liệt kê là di tích pháp định của Hồng Kông. Năm 1997 đánh dấu việc thành lập Đặc khu hành chính Hồng Kông thuộc Trung Quốc, đồng thời cũng kết thúc vấn đề về người di cư Việt Nam tại đây. Để đối phó với số lượng tù nhân nữ ngày càng tăng ở Hồng Kông, các phần của công trình đã được chuyển đổi để chứa tù nhân nữ trưởng thành kể từ tháng 1 năm 2001.
Còn vào ngày 23 tháng 12 năm 2005, quyết định cuối cùng đã được đưa ra để đóng cửa nhà tù Victoria với nhóm tù nhân cuối cùng được phóng thích, chấm dứt vai trò của nhà tù như một cơ sở hình sự sau 165 năm phục vụ tại Hồng Kông. Nhà tù Victoria chính thức ngừng hoạt động vào ngày 12 tháng 3 năm 2006 và lần đầu tiên nhà tù được mở cửa cho công chúng vào tháng 3 năm 2006.

## Cuộc sống trong tù

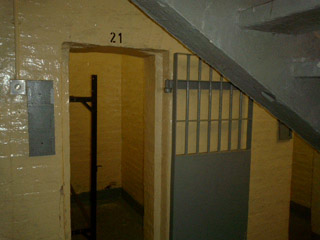
Một phòng giam điển hình trong nhà tù Victoria cũ của Hồng Kông

Mặc dù nhà tù Victoria nằm gần khu dân cư, nhưng các tù nhân trong nhà tù bị cách ly với thế giới bên ngoài. Sau đó, các hạn chế về các chuyến thăm được nới lỏng và các tù nhân có thể gặp bạn bè và người thân của họ hai lần mỗi tháng trong 30 phút mỗi lần; các cá nhân bị giam giữ chờ hồi hương được phép thăm 15 phút mỗi ngày.
Theo hồ sơ của Cục Dịch vụ Cải huấn vào năm 1843, Victoria Gaol (lúc đó nằm ở phía tây đường Old Bailey) đã giam giữ 482 tù nhân, trong đó 90% là người Trung Quốc và những người nước ngoài còn lại chủ yếu là người Ấn Độ, một số người Bồ Đào Nha và người Anh và những người có quốc tịch Mỹ. Vào thời điểm đó, người Trung Quốc và người nước ngoài bị bỏ tù riêng trong các phòng giam khác nhau. Phòng giam người nước ngoài lớn gấp 4 đến 5 lần so với phòng của người Hoa. Người Trung Quốc bị buộc phải nhồi nhét vào phòng có điều kiện vệ sinh kém.

### Bữa ăn hàng ngày
Ngày trước, các tù nhân chỉ được cho ăn 2 bữa mỗi ngày gồm bốn con cá muối nhỏ với cơm mỗi bữa, và sẽ có rau sau 10 ngày. Còn thịt được cung cấp mỗi năm một lần. Sau đó, chất lượng của các bữa ăn được cải thiện và 4 bữa ăn được cung cấp gồm có bữa sáng, bữa trưa, bữa tối và cả bữa ăn nhẹ vào đêm khuya khoảng 9 giờ tối. Bốn lựa chọn loại thực phẩm khác nhau có sẵn mỗi bữa ăn, bao gồm Trung Quốc, Ấn Độ, phương Tây và ăn chay, những người bị bệnh hoặc có niềm tin tôn giáo khác sẽ được đối đãi đặc biệt.
Đối với tù nhân, cuộc sống trong tù chủ yếu bao gồm công việc. Họ rời phòng giam lúc 7 giờ sáng, ăn sáng tại căng tin, sau đó bắt đầu một ngày làm việc. Sau khi ăn một bữa trưa đơn giản lúc 12 giờ, các tù nhân lại làm việc vào lúc 2 giờ chiều cho đến 5 giờ chiều. Sau bữa tối và nghỉ ngơi, các tù nhân được trở về phòng giam lúc 7 giờ tối. Trong mỗi phòng có hai thùng nhựa: một màu đỏ và một màu vàng, được sử dụng cho mục đích rửa và vệ sinh. Kể từ khi nhà tù ngừng hoạt động, các thùng đó đã được gỡ bỏ và chỉ còn lại những chiếc giường tầng.

### Các loại công việc
Nếu một tù nhân có sức khỏe tốt, bên nhà tù sẽ phân công công việc theo trình độ học vấn và chuyên môn của người tù đó. Điều này bao gồm sửa chữa, bảo trì các thiết bị, đồ dùng, lau dọn, nấu ăn, giặt ủi, may, đóng sách, và làm biển báo đường, hộp thư và thùng rác. Kể từ năm 1953, tiền lương được sử dụng thay cho việc phóng thích, để các tù nhân có động lực làm việc. Mức lương được hưởng khác nhau theo kĩ năng, nhiệm vụ, kinh nghiệm cần thiết trong công việc.
Đường Pottinger, nằm ngay bên ngoài đồn cảnh sát trung tâm, được lót bằng những phiến đá. Có tin đồn rằng công việc được thực hiện bởi các tù nhân ngày xưa. Một số tòa nhà trong nhà tù được xây dựng bằng tay bởi các tù nhân. Ngoài ra, người tù cũng được yêu cầu làm sạch phòng giam và nhà vệ sinh của họ dưới sự giám sát của quản ngục, và chăn và ga trải giường của họ phải được thực hiện theo các yêu cầu nghiêm ngặt.

## Hình phạt
Đối với những người không tuân theo các quy định của nhà tù, phía nhà tù sẽ đưa ra các hình phạt dưới nhiều hình thức khác nhau. Năm 1852, một cối xay guồng đã được lắp đặt trong nhà tù. Người tù bị phạt phải tiếp tục vận hành guồng quay cho đến khi kiệt sức. Trong chuyến tham quan nhà tù Victoria Gaol năm 1876, Quách Tung Hi (郭嵩熹) đã đề cập: "Có một chiếc tay quay bằng sắt trong phòng giam được vận hành bằng tay. Tù nhân được yêu cầu quay nó 14.000 lần mỗi ngày. Những người không hoàn thành mục tiêu sẽ được cung cấp ít đồ ăn hơn". Nó có một công tắc điều chỉnh giúp tăng thêm trọng lượng và cho phép các tù nhân tiêu tốn nhiều năng lượng hơn để xoay.
Năm 1876, nhà tù đưa ra một hình thức trừng phạt khác là hạn chế đồ ăn hay "thực thủy phạn" (食水飯). Các tù nhân Trung Quốc phạm tội chỉ được một bát cơm với một ly nước cho mỗi bữa ăn, 3 lần một ngày; Các tù nhân châu Âu hoặc Ấn Độ thì được ăn bánh mì hoặc pita, và cũng được ăn với nước. Nhưng hình thức trừng phạt này đã bị hủy bỏ vào năm 1981. Người phạm tội cũng bị buộc phải lao động chân tay vào ban ngày và không được giải trí bất kỳ hình thức nào.
Trong quá khứ, hình phạt thể xác đã được cho phép trong nhà tù. Hình thức trừng phạt đáng sợ này chỉ được bỏ vào tháng 11 năm 1990.

## Tù nhân nổi tiếng
- Hồ Chí Minh: người sáng lập và lãnh đạo Đảng Cộng sản Việt Nam và Việt Nam Dân chủ Cộng hòa. Năm 1930, ông thành lập Đảng Cộng sản Việt Nam tại Hồng Kông, trong tháng 6 năm 1931, Hồ Chí Minh, lúc đó có tên Tống Văn Sơ, bị bắt bởi chính quyền Hồng Kông và bị giam ở đây suốt gần hai năm, trong vụ án Tống Văn Sơ đến tháng 1 năm 1933.[12][13][14]
- Đới Vọng Thư: nhà thơ hiện đại Trung Quốc, biên tập viên của Tinh đảo Nhật báo (Sing Tao Daily), đã bị người Nhật bắt vào năm 1942 và bị giam tại nhà tù Victoria trong khoảng 7 tuần. Trong thời gian này, ông đã nhiều lần bị đánh đập và tra tấn. Sau khi ra tù, ông đã viết một số tác phẩm như "Ngục trung đề bích" và "Ngã dụng tàn tổn đích thủ chưởng".[15][16]